# Desumanização
Desumanização é a negação da humanidade plena de outros e da crueldade e sofrimento que a acompanha. Uma definição prática refere-se a isso como a visão e o tratamento de outras pessoas como se elas não possuíssem as capacidades mentais que são comumente atribuídas aos seres humanos.. Nessa definição, todo ato ou pensamento que considera uma pessoa "menos que" humana é desumanização.
A desumanização é uma técnica em incitamento ao genocídio.

## Conceituações
Comportamentalmente, a desumanização descreve uma disposição em relação aos outros que rebaixa a individualidade de outros como uma espécie "individual" ou um objeto "individual" (por exemplo, alguém que age de forma desumana em relação aos humanos). Como processo, a desumanização pode ser entendida como o oposto de personificação, uma figura de linguagem em que objetos inanimados ou abstrações são dotados de qualidades humanas; a desumanização então é a desapropriação dessas mesmas qualidades ou uma redução a abstração.
Em quase todos os contextos, a desumanização é usada pejorativamente juntamente com uma ruptura das normas sociais, com a primeira aplicando-se ao(s) ator(es) da desumanização comportamental e a segunda aplicando-se à(s) ação(ões) ou processos de desumanização. Por exemplo, há desumanização para aqueles que são percebidos como carentes de cultura ou civilidade, que são conceitos que se acredita distinguirem humanos de animais.